# Оборудование велосипеда
Оборудование велосипеда — набор компонентов, из которых состоит велосипед. Включает в себя компоненты трансмиссии (шатуны, кассета, переключатели, цепи, манетки), компоненты колёс (обода, втулки, спицы), покрышки, элементы подвески (велосипедные вилки, задние амортизаторы), тормозные системы и др.
Основные производители оборудования для велосипедов в мире — компании SRAM, Shimano, Campagnolo. Эти компании выпускают широкий ассортимент оборудования — от переключателей передач до колёс. Оборудование делится по классам в зависимости от целей использования.

## Классификация
Многие из типов велосипедного оборудования разделены между собой довольно условно. Поэтому построение жёсткой классификации является трудной задачей, но приблизительное разделение всех компонентов по типам вы можете увидеть в таблице, которая представлена ниже.
| Основные группы            | Подгруппы и элементы группы                           | Подгруппы и элементы группы                                                                          |
| -------------------------- | ----------------------------------------------------- | --- |
| Трансмиссия                | Переключатели скоростей                               | передний переключатель, задний переключатель                                                         |
| Трансмиссия                | Шатуны (система)                                      | шатуны и «паук», педали, каретка.                                                                    |
| Трансмиссия                | Элемент передачи крутящего момента                    | цепь, ремень, вал                                                                                    |
| Трансмиссия                | Элемент переключения скорости вращения заднего колеса | Набор звёздочек (кассета), планетарная втулка                                                        |
| Колёса                     | Жёсткий остов колеса                                  | Обод, спицы, ступицы (втулки)                                                                        |
| Колёса                     | Резина                                                | Покрышка (шина), камера, ободная лента                                                               |
| Элементы подвески          | Основные амортизирующие элементы                      | задний амортизатор, амортизированная вилка                                                           |
| Элементы подвески          | Дополнительные амортизирующие элементы                | подседельный штырь с демпфером                                                                       |
| Элементы тормозной системы | MTB                                                   | v-brake, дисковый тормоз                                                                             |
| Элементы тормозной системы | Другие                                                | v-brake, кантилеверные, клещевые, барабанные                                                         |
| Элементы рамы              | Рулевая группа                                        | вилка, вынос, рулевая труба, элементы рулевой колонки                                                |
| Элементы рамы              | Седельная группа                                      | подседельная труба, седло                                                                            |
| Другие элементы            | Парковочная система                                   | подножка, замок                                                                                      |
| Другие элементы            | Другое                                                | Багажник, крылья, сигнал (звонок), зеркала, сумка для инструментов, фара, светоотражатели (катафоты) |

## Оборудование горных велосипедов

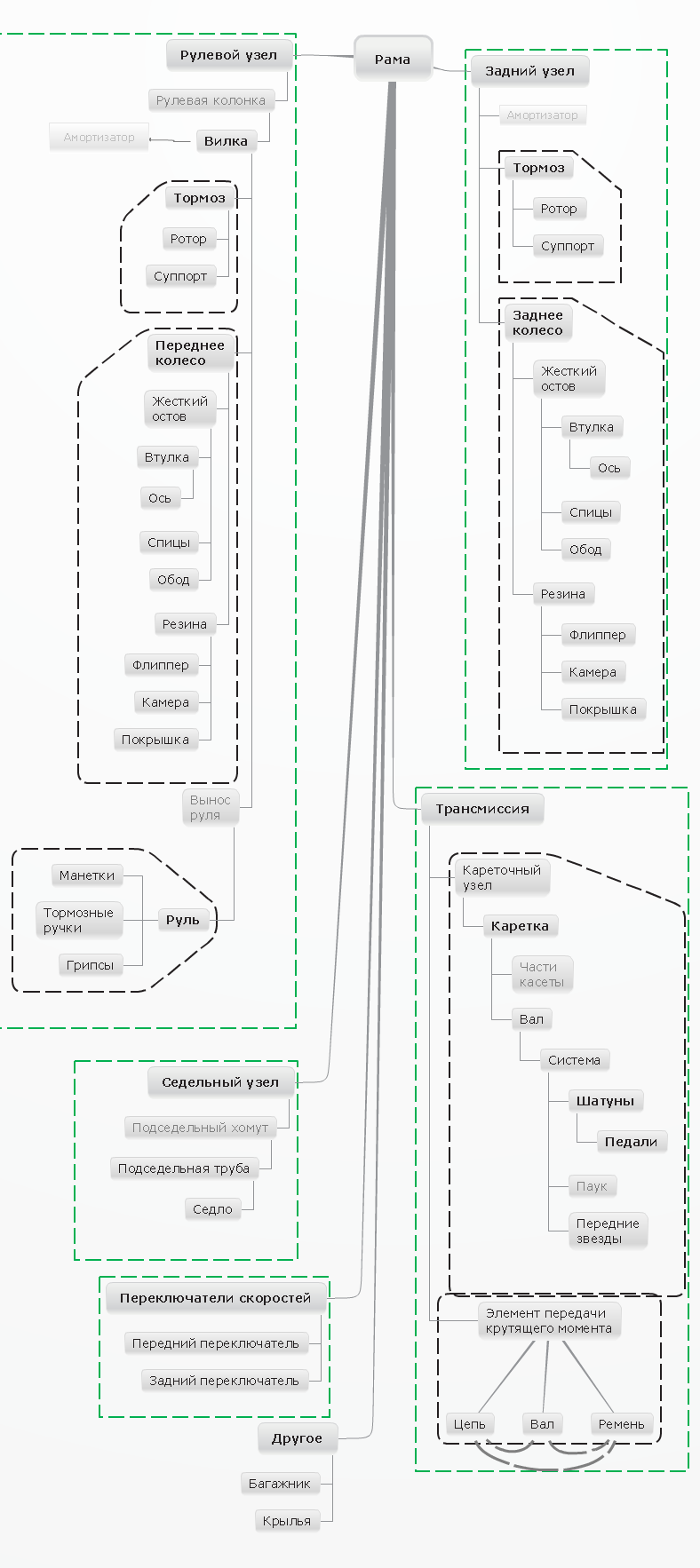
Схема отношений частей велосипеда

Горные велосипеды приобрели повсеместное распространение в конце XX, начале XXI века.

### Другие производители
Фирмы Hayes, Tektro производят дисковые тормоза.

## Оборудование для шоссейных велосипедов
Оборудование для шоссейных велосипедов выпускается прежде всего фирмами Shimano, Campagnolo и SRAM. Также есть более дорогие комплектующие компании Rotor.